# Barabás Mihály
Barabás Mihály (Miklósvár, 1945. április 23. –) magyar kertészmérnök, nyugalmazott tanár.

## Életrajz
1945. április 23-án született Miklósváron (Kovászna megye). Az elemi és az általános iskolát Miklósváron és Köpecen végezte, ezt követően a Székelyudvarhelyi Tanítóképző, majd a Marosvásárhelyi Tanárképző Főiskola román-magyar szakán tanult.
Végül kertészmérnöki diplomát szerzett a Budapesti Corvinus Egyetem nyárádszeredán kihelyezett tagozatán és a Marosvásárhelyi Sapientia Egyetemen.
Kezdetben Uzonban, majd Középajtán tanított, ezt követően Nagyajtán magyartanár, valamint 32 évig iskolaigazgató volt.

## Munkássága
- Többedmagával  megalapította a Kríza János emlékbizottságot és Alapítványt, ennek elnökeként Nagyajta község központi parkjában két emlékművet emeltek.

- 2018-ban kiadta a Növényi ornamentika Erdővidék népi díszművészetének világban című könyvét.

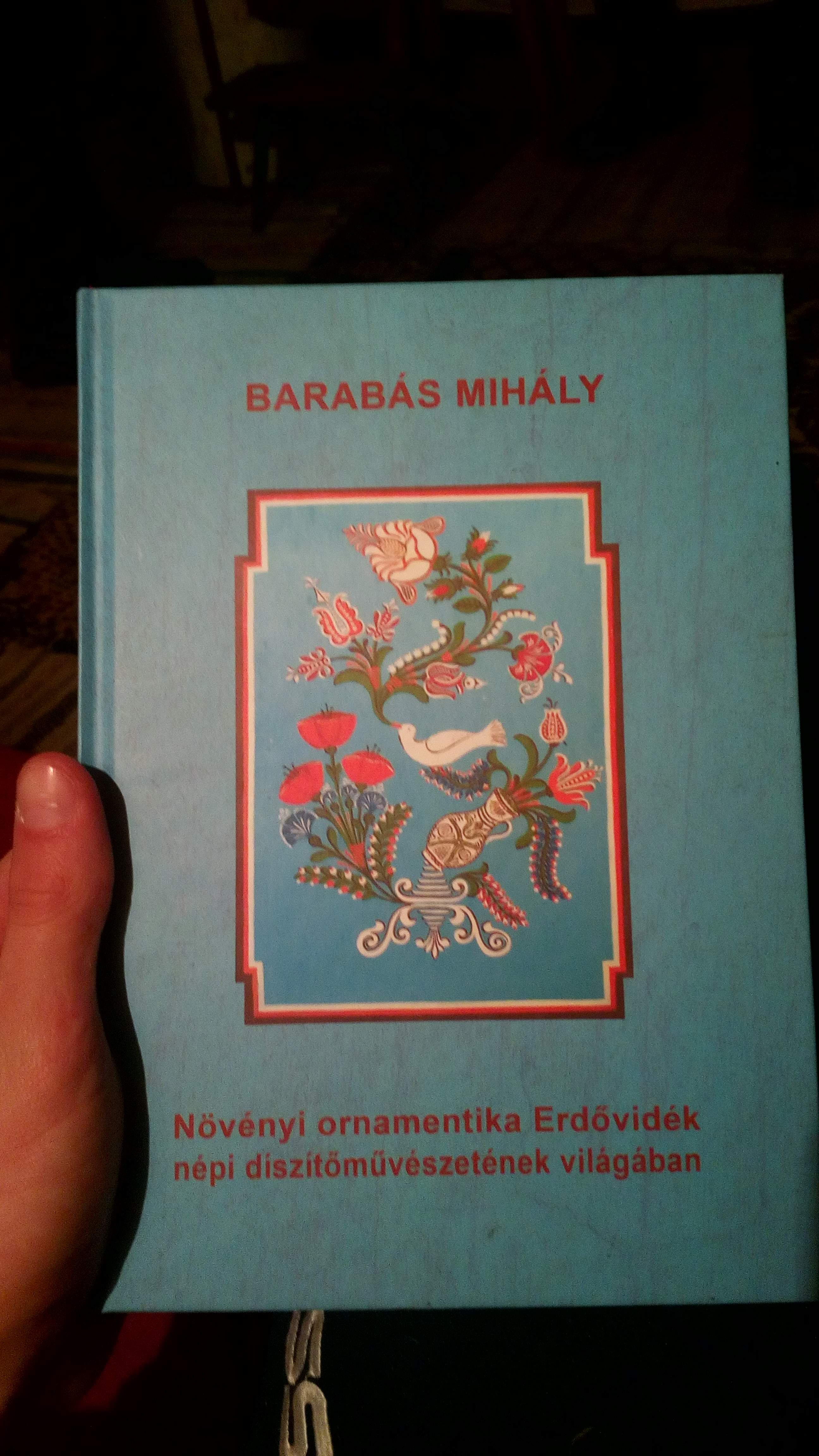
Borító